# Grünblättriger Schwefelkopf
Der Grünblättrige Schwefelkopf (Hypholoma fasciculare) ist ein Blätterpilz aus der Gattung der Schwefelköpfe. Der lateinische Name fascicularis beschreibt die Wuchsform und bedeutet auf Deutsch „büschelig“. Als saprophyter Pilz schädigt er keine lebenden Organismen, da er sich von organischer Materie (wie Totholz) ernährt und diese für andere Lebewesen verfügbar macht.

## Merkmale
Der Hut erreicht eine Größe von zwei bis sechs Zentimetern und ist leuchtend gelb bis grünlich gefärbt. Er ist zunächst kugelig, später flach ausgebreitet, wobei in der Mitte oft ein Buckel hervortritt, manchmal befindet sich dort auch eine Vertiefung. Der Scheitel ist etwas dunkler, oft blass fuchsrötlich oder orangebraun getönt. Die Oberfläche ist meist kahl und glatt, kann aber auch mit blassen Velumfasern bedeckt sein. Am Rand befindet sich oftmals ein häutiger Saum.
Die dichtstehenden Lamellen sind zunächst gelblich, dann grünlich und schließlich bei Reife olivbräunlich gefärbt und angewachsen. Manchmal sind die Pilze steril, wobei die Lamellen in ihrer Grundfarbe leuchtend gelb erscheinen.
Der Stiel ist an der Spitze neongelb, darunter weißlich bis hellgelb getönt, zur Basis hin dunkler und ins Bräunliche gehend. Er ist zwischen drei und acht oder auch zehn Zentimeter lang. Manchmal lässt sich eine schwach ausgeprägte faserige Ringzone erkennen. Das Fleisch ist vorwiegend gelb, im Stiel eher bräunlich gefärbt und schmeckt bitter.
Die dunkel violettbraunen Sporen haben eine Größe von 6–8 × 4–4,5 Mikrometern.

## Artabgrenzung

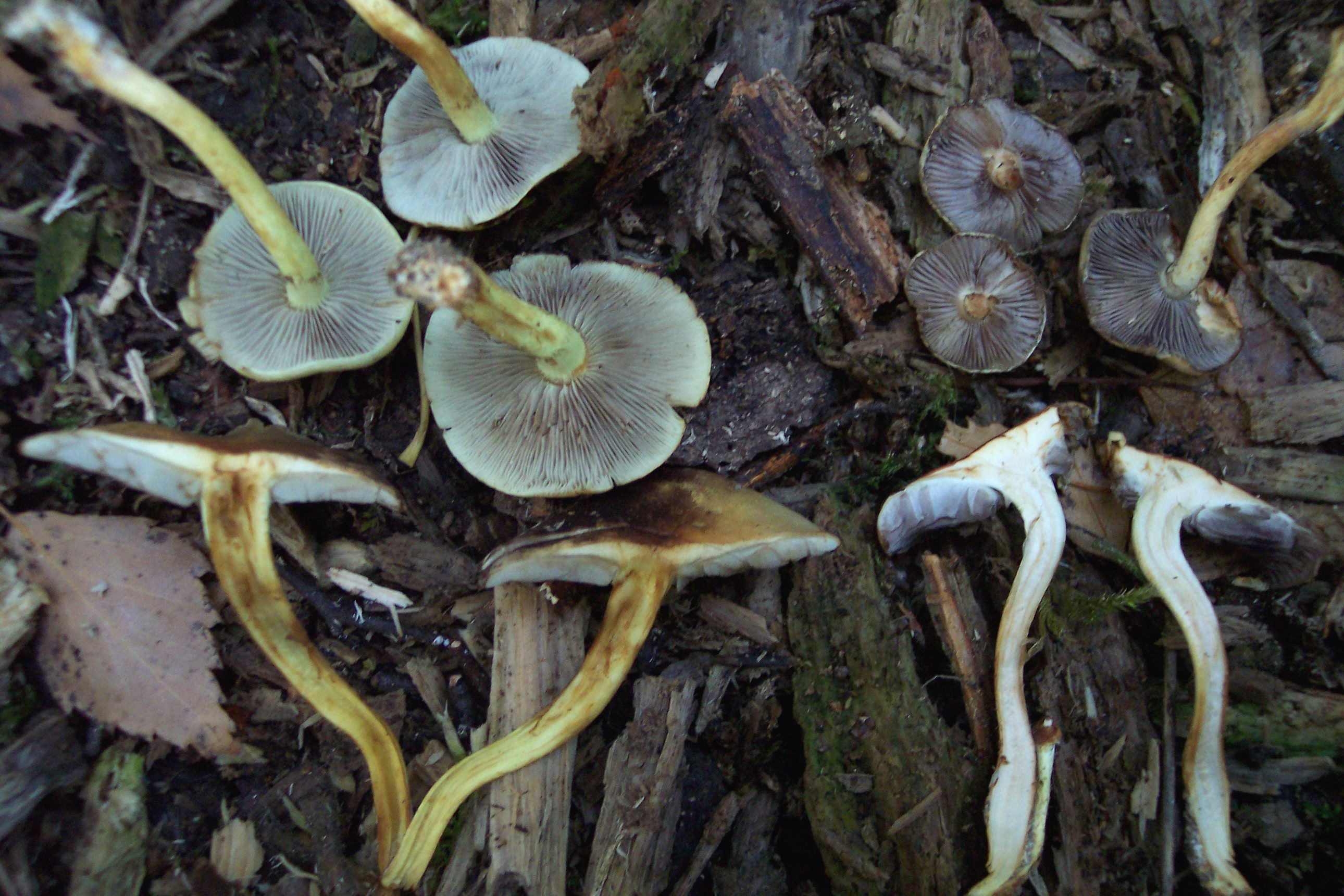
Äußere Unterscheidungsmerkmale des Grünblättrigen (links) und des Ziegelroten Schwefelkopfes (rechts)

Von unkundigen Pilzsammlern kann er leicht mit dem essbaren Rauchblättrigen Schwefelkopf verwechselt werden. Dieser wächst fast ausschließlich an Nadelholz, hat graue Lamellen und weißes Fleisch und einen milden Geschmack. Zudem fehlen ihm jegliche neongelben oder grünlichen Töne an Stielspitze und Lamellen.
Ähnlich ist auch der Ziegelrote Schwefelkopf, dessen Hut eine kräftigere, ziegelrote Färbung hat. Das Stockschwämmchen, dessen Stiel beringt ist, kann ebenfalls zu Verwechslungen führen, unterscheidet sich jedoch deutlich durch seinen geschuppten Stiel und das Fehlen jeglicher Grüntöne.

## Ökologie

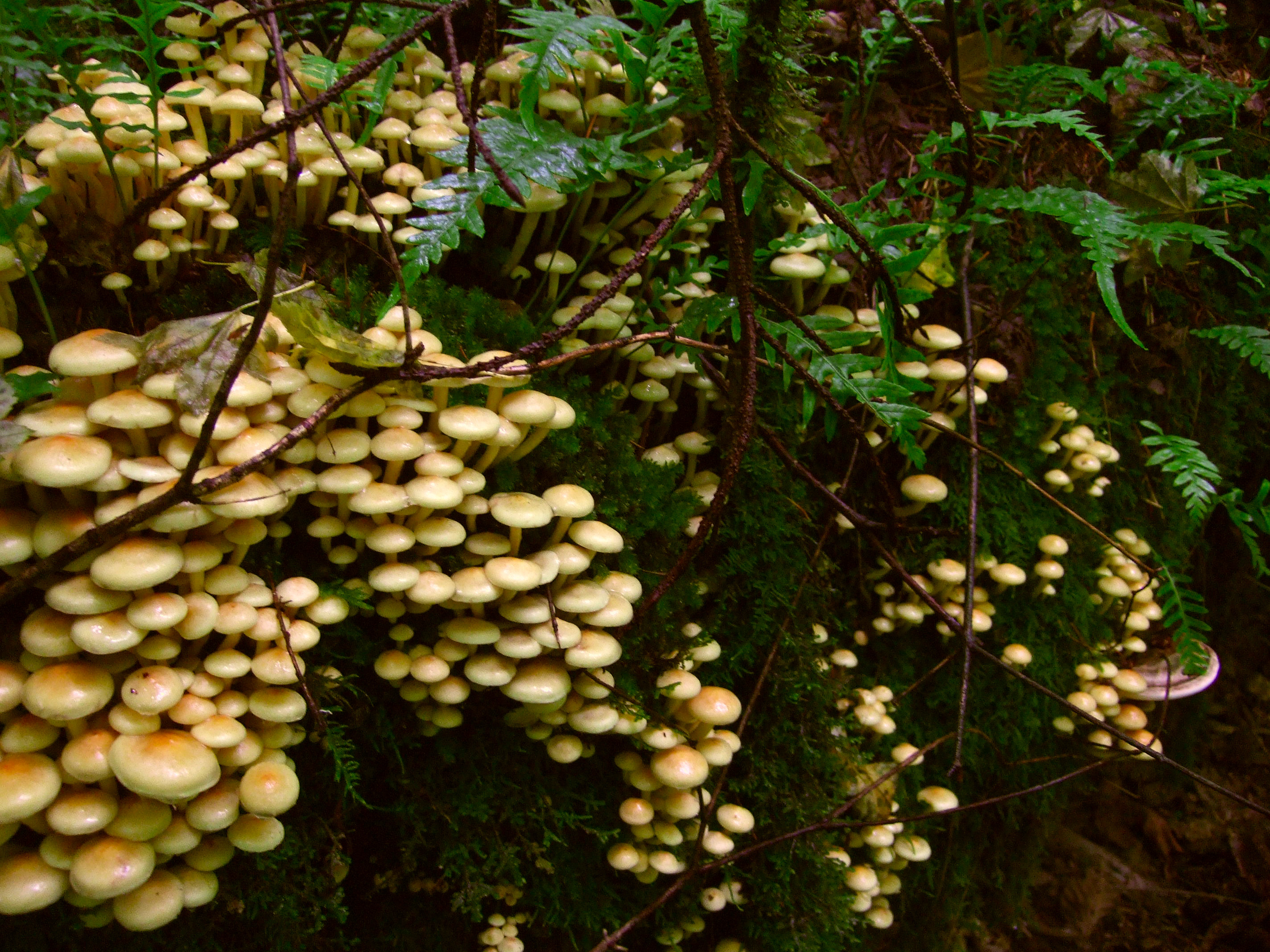
Beinahe rasig fruktifiziert der Grünblättrige Schwefelkopf auf einem liegenden, bemoosten Baumstamm.

Der Grünblättrige Schwefelkopf ist ein weit verbreiteter und überall sehr häufiger Pilz in den Wäldern Europas. Er wächst oft in großen Büscheln an totem Laub- und Nadelholz, vor allem an Baumstümpfen; das Substrat kann auch vergraben sein, so dass es nicht gleich als solches erkennbar ist. Er ist vor allem an Holz von Kiefer und Rotbuche zu finden. Der Pilz ist zwischen Mai und Dezember zu finden, kann aber bei mildem Wetter auch im Winter vorkommen.
Der Grünblättrige Schwefelkopf hat forstwirtschaftliche Bedeutung, da sein Myzel sich ganz überwiegend saprophyt als Holzabbauer ernährt und nur selten parasitär Gehölze schädigt. Damit kann er womöglich die Ausbreitung des Hallimasch in seinem Verbreitungsgebiet vermindern. Dieser befällt neben Totholz auch lebende Bäume und bringt sie in wenigen Jahren zum Absterben.

## Toxikologie
Der Grünblättrige Schwefelkopf ist ein Giftpilz. Seine Giftstoffe (Fasciculole) wirken auf Magen und Dünndarm und lösen Erbrechen sowie Durchfälle aus; Dauerschäden treten jedoch nicht auf. Vor einiger Zeit glaubte man, der Pilz sei tödlich giftig, da Zellgifte isoliert wurden, die bei Mäusen Lähmungen und den Tod hervorriefen. Eine ähnliche Wirkung auf den Menschen wurde bisher nicht nachgewiesen. Die frühere Behauptung, dass der Grünblättrige Schwefelkopf Gifte des Grünen Knollenblätterpilzes enthalte, erwies sich als falsch.

## Pharmakologie
Ein Extrakt des Grünblättrigen Schwefelkopfes zeigt im Labor eine hemmende Wirkung gegenüber Thrombin.